# Гришаенков, Фёдор Архипович
Фёдор Архипович Гришаенков (1914—1983) — советский хозяйственный, государственный и политический деятель.

## Биография
Родился в 1914 году. Член ВКП(б) с 1941 года.
С 1936 года — на хозяйственной, общественной и политической работе.
В 1936—1942 гг. — прораб строительной организации, мастер школы фабрично-заводского обучения, заместитель директора ремесленного училища.
С 1942 года на комсомольской работе.
С 1946 секретарь Сталинградского областного комитета ВЛКСМ.
С 10.9.1953 по 13.6.1960 — 2-й секретарь ЦК КП Туркменистана.
С 1960 по январь 1962 года заместитель начальника Управления КГБ по Москве.
С января 1962 по 1969 год заместитель начальника Управления КГБ по Москве и Московской области.
Избирался депутатом Верховного Совета СССР 4-го и 5-го созывов.